# انتونی گاوسی
انتونی گاوسی (انگلیسی: Antoni Gausí؛ ۱۰ دسامبر ۱۹۲۷ – ۷ مهٔ ۲۰۲۱) بازیکن فوتبال اهل اسپانیا بود.
از باشگاه‌هایی که در آن بازی کرده‌است می‌توان به باشگاه فوتبال سلتاویگو و باشگاه فوتبال رئال ساراگوسا اشاره کرد.